# Incilius porteri
Incilius porteri é uma espécie de anfíbio anuros da família Bufonidae. Está presente nas Honduras.